# Nyakibogo
Nyakibogo är ett periodiskt vattendrag i Burundi.   Det ligger i provinsen Rutana, i den centrala delen av landet, 80 km sydost om huvudstaden Bujumbura.
Omgivningarna runt Nyakibogo är en mosaik av jordbruksmark och naturlig växtlighet. Runt Nyakibogo är det ganska tätbefolkat, med 192 invånare per kvadratkilometer.